# Serranía de Ronda
Serranía de Ronda è una comarca della Spagna, situata nella provincia di Malaga, in Andalusia.